# Équipe de Lettonie féminine de football
Cet article traite de l'équipe féminine. Pour l'équipe masculine, voir Équipe de Lettonie de football.
Maillots
L'équipe de Lettonie féminine de football est l'équipe nationale qui représente la Lettonie dans les compétitions internationales de football féminin. Elle est gérée par la Fédération de Lettonie de football.
La Lettonie joue son premier match officiel le 18 août 1993 à Nynäshamn contre la Suède (défaite 9-0). Les Lettonnes n'ont jamais participé à une phase finale de compétition majeure de football féminin, que ce soit le Championnat d'Europe féminin de football, la Coupe du monde ou les Jeux olympiques.

## Classement FIFA
| Année              | 2004 | 2005 | 2006 | 2007 | 2008 | 2009 | 2010 | 2011 | 2012 | 2013 | 2014 | 2015 | 2016 | 2017 | 2018 | 2019 | 2020 | 2021 | 2022 | 2023 |
| ------------------ | ---- | ---- | ---- | ---- | ---- | ---- | ---- | ---- | ---- | ---- | ---- | ---- | ---- | ---- | ---- | ---- | ---- | ---- | ---- | ---- |
| Classement mondial | 61   | 61   | 80   | 84   | 84   | 78   | 94   | 94   | 89   | 83   | 99   | 105  | 96   | 82   | 93   | 91   | 88   | 112  | 119  | 115  |